# 史蒂夫·福里斯特
史蒂夫·福里斯特（Steve Forrest，1986年9月25日—）是英国另类摇滚乐团Placebo的鼓手。出生于美国加州的莫德斯托。
在加入Placebo前，福里斯特曾是美国氛围音乐乐团Evaline的成员。2007年1月他表示将要离开Evaline的意向，但仍然参加了乐队2007年的巡回演出。在巡演中Evaline曾出任Placebo的开场乐队，期间福里斯特与Placebo相熟。2008年Placebo前鼓手史蒂夫·休伊特宣布离队后，福里斯特填补了休伊特的鼓手位置。